# Jacob van der Ulft
Jacob van der Ulft (Mars 1621, Gorinchem - 18 novembre 1689, Noordwijk) est un peintre et architecte néerlandais du siècle d'or. Il est connu pour ses peintures de paysages.

## Biographie
Jacob van der Ulft est né en 1621 à Gorinchem aux Pays-Bas. Le peintre est actif dans sa ville natale durant les années 1652-1683. Il est réputé pour ses esquisses des armoiries de la ville de Gorinchem. En 1659, un document notarié fait officiellement état de sa profession de peintre et architecte. Il est le fils du maire de Gorinchem. Il excelle dans la technique de peinture sur verre. Il devient maire de la ville de Gorinchem. Il effectue de nombreux tableaux représentant des paysages italianisant bien qu'il ne soit jamais allé dans ce pays. En 1679, il s'enfuit à La Haye à la suite d'une accusation de corruption le concernant. Il quitte ensuite La Haye en 1683 pour s'installer définitivement à Noordwijk.
Il meurt le 18 novembre 1689 à Noordwijk.

## Œuvres
- Vue d'une ville italienne[2], Rijksmuseum, Amsterdam
- Vue d'un port italien[3], Rijksmuseum, Amsterdam
- Le Dam à Amsterdam avec le nouvel Hôtel de Ville en construction[4], Rijksmuseum, Amsterdam